# NGC 1029
NGC 1029 je galaksija u zviježđu Ovan.

## Vanjske poveznice
- SEDS: NGC 1029